# Mickey Dillard
Mickey Anthony Dillard (nacido el 15 de octubre de 1958 en Hollywood, California) es un exjugador de baloncesto estadounidense que disputó una temporada en la NBA. Con 1,91 metros de estatura, jugaba en la posición de base.

## Trayectoria deportiva

### Universidad
Jugó durante cinco temporadas, aunque una de ellas pasó prácticamente en blanco por una lesión, con los Seminoles de la Universidad Estatal de Florida, en las que promedió 15,0 puntos, 2,9 rebotes y 2,3 asistencias por partido. En 1980 fue incluido en el mejor quinteto de la Metro Conference, mientras que en 1978 y 1981 lo hizo en el segundo.

### Profesional
Fue elegido en la quincuagésimo quinta posición del Draft de la NBA de 1981 por Cleveland Cavaliers, con los que jugó 33 partidos en los que promedió 2,2 puntos y 1,0 asistencias. Fue despedido en el mes de enero.

## Estadísticas de su carrera en la NBA

### Temporada regular
| Temporada | Edad | Equipo              | Liga | P  | TIT | MIN | TC  | TCA | %TC  | 3P  | 3PA | %3P  | TL  | TLA | %TL  | R.OF. | R.DEF. | REB | ASIS | ROB | TAP | PER | FP  | PTS |
| 1981-82   | 23   | Cleveland Cavaliers | NBA  | 33 | 0   | 6.7 | 0.9 | 2.4 | .367 | 0.0 | 0.1 | .000 | 0.5 | 0.7 | .652 | 0.2   | 0.3    | 0.5 | 1.0  | 0.2 | 0.1 | 0.5 | 1.2 | 2.2 |
| Total     |      |                     | NBA  | 33 | 0   | 6.7 | 0.9 | 2.4 | .367 | 0.0 | 0.1 | .000 | 0.5 | 0.7 | .652 | 0.2   | 0.3    | 0.5 | 1.0  | 0.2 | 0.1 | 0.5 | 1.2 | 2.2 |